# Paragryllodes kessala
Paragryllodes kessala är en insektsart som beskrevs av Desutter-grandcolas 1999. Paragryllodes kessala ingår i släktet Paragryllodes och familjen syrsor. Inga underarter finns listade i Catalogue of Life.